# Henri Dupont-Delporte
Pour les articles homonymes, voir Dupont et Delporte.
Henri-Jean-Pierre-Antoine, baron Dupont-Delporte (né le 8 février 1783 à Boulogne-sur-Mer et mort le 1er septembre 1854 dans l'ancien 2e arrondissement de Paris) est un haut fonctionnaire et homme politique français du XIXe siècle.

## Biographie

### L'Empire
Henri-Jean-Pierre-Antoine Dupont nait à Boulogne-sur-Mer le 8 février 1783, d'une famille honorable et ancienne dont plusieurs membres s'étaient distingués dans l'administration et les emplois publics, anoblie sous Louis XV, pour services rendus à l'agriculture et notamment à cause de l'introduction des béliers mérinos.
Destiné lui-même à marcher sur leurs traces, il fait d'excellentes études : d'abord à l'École centrale du Pas-de-Calais (Boulogne), où il obtient les premiers prix, notamment celui d’histoire, le 29 thermidor an VII, lors de la distribution des prix, constitué de l’ouvrage Œuvres philosophiques de Paw en 7 volumes. Il y obtient aussi une mention honorable en grammaire générale. Il se rend ensuite à Paris et entre à l'Université de jurisprudence : là, de nouveaux succès l'attendent ; il conquiert la place d'honneur et est proclamé parmi les lauréats les plus distingués.
Il entre, à 22 ans à peine (11 mars 1806), comme auditeur de 3e classe au Conseil d'État et est attaché au ministre de la Justice. Il est ensuite chargé d’affaires à Bayonne au moment où se négociait la couronne d'Espagne.
Quelques mois après, envoyé à Berlin par l'empereur Napoléon Ier, il est chargé des administrations publiques du royaume de Prusse, en l'absence des ministres d'État prussiens qui s'étaient retirés devant le vainqueur, et, par un décret daté de Berlin (11 novembre 1806), il est investi des fonctions d'administrateur en chef des mines et usines des pays conquis.
Nommé, le 29 octobre 1807, inspecteur général des vivres de la guerre, il remplit pendant quelque temps, par intérim, la place de directeur général, est appelé, le 27 juillet 1808 à la préfecture de l'Ariège, et publie une Statistique des mines de ce département, imprimée sur l'invitation du ministre de l'Intérieur.

Portraits de Dupont-Laporte par Frédéric Christophe d'Houdetot, Conseil d'État, Palais-Royal, Paris
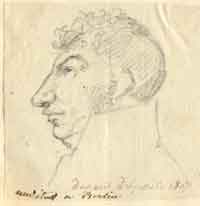
Portrait de M. Dupont Delporte, auditeur, Berlin, 1807,
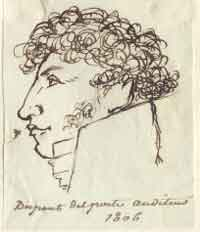
Portrait de M. Dupont Delporte, auditeur, dessin à la plume, 1806.

Le 7 août 1810, il est appelé à la préfecture des États de Parme et de Plaisance réunis à l'Empire français sous le nom du département du Taro, où il a à rétablir l'ordre et la paix. Il y déploie un réel talent, faisant preuve d’esprit de conciliation et de prudence, appliquant sa devise : « soumettre et se faire aimer ». Ce pays venait d'être ravagé par des insurrections meurtrières. L'administration française était en pleine désorganisation ; en peu de mois, le nouveau et habile préfet parvient à rétablir l'ordre et la paix que les circonstances les plus graves ne purent troubler. Il crée une maison centrale, un dépôt de mendicité, qui devient bientôt un grand établissement de détention, plusieurs écoles publiques ; il donne une organisation nouvelle et plus humanitaire aux « asiles des aliénés » ; il augmente et enrichit les musées, fait ouvrir la route de la Spizza, réorganise l'académie de peinture, et rend enfin d'éminents services que les populations reconnurent par des inscriptions et en donnant son nom à des places et monuments publics qui le conservent encore. Au cours de son administration, il supprime aussi l'université de Parme et déclasse l'Académie des beaux-arts. Il avait organisé dans les villes de Parme et de Plaisance un service d'hôpitaux et d'ambulance, qui fut loué par une lettre autographe du vice-roi et dans un ordre du jour du major-général de l'armée d'Italie.
Lorsqu'en 1813, la guerre s'approcha de cette partie de l'Empire, M. le baron Dupont-Delporte organisa les corps auxiliaires levés dans le pays qui résistèrent aux premiers efforts des alliés, et servit d'intermédiaire aux négociations tentées entre le roi de Naples et le vice-roi d'Italie.
Ce fut en témoignage de sa haute satisfaction que l'Empereur nomma Dupont-Delporte maître des requêtes, par décret du mois de mars 1814, daté de Saint-Dizier. Ce dernier était déjà Baron de l'Empire depuis le 9 mars 1810 et membre de la Légion d'honneur.
Toujours en mars 1814, il est chargé de recevoir le pape Pie VII et d'assister, en qualité de commissaire du gouvernement français, à la remise qui fut faite de Sa Sainteté aux alliés par le colonel Lagorce, en présence du prince Esterházy, commissaire de l'empereur d'Autriche et du général Fontana, commissaire du roi de Naples. Après être resté pendant quatre mois, enfermé dans la ville de Plaisance, alors assiégée par le roi de Naples et les troupes alliées, il en sort quelques heures avant leur entrée, n'ayant pas voulu obtempérer à l'invitation qui lui avait été faite d'assister à la remise du pays. En cette circonstance, M. le baron Dupont-Delporte reçut un témoignage de l'estime publique, car les autorités locales et la population presque entière l'accompagnèrent jusqu'au-delà des fortifications.
À la chute de l'Empire, Dupont-Delporte, attaché à Napoléon Ier par la reconnaissance, refusa de porter son encens à la nouvelle couronne, se retira de la scène publique et vécut dans la retraite la première Restauration.

### Les Cent-Jours
À son retour de l'île d'Elbe, le 20 mars 1815 à minuit, l'Empereur s'empressa de récompenser son noble dévouement en lui confiant un poste d'honneur : il lui envoya sa nomination de ministre provisoire de l'Intérieur, mais Carnot ayant été appelé définitivement à ce ministère, le baron Dupont-Delporte y resta quelques jours en qualité de secrétaire général pour aider à son organisation.
Il est ensuite nommé, par décret du 12 mai 1815, préfet du département du Nord, avec des attributions extraordinaires qui s'étendaient sur plusieurs départements, et sur cette frontière que la guerre menaçait d'envahir. Là, il pourvoit aux approvisionnements de réserve de l'armée, à celui des places fortes, forma, avec les gardes nationales mobiles du Nord et de l'Est, un corps destiné à la garnison de ces places, et contribue de tout son pouvoir à la résistance. Dupont-Delporte sert loyalement et jusqu'à sa dernière heure, la cause impériale.

Ce n'est que le 12 juillet, et après l'injonction de faire reconnaître l'autorité du roi, qu'il publie la proclamation suivante : 

« S.M. Louis XVIII est remontée sur son trône. Des ordres viennent d'être donnés par l'autorité militaire pour que les couleurs blanches soient arborées. Je ne doute pas qu'en ces grandes circonstances vous ne laissiez éclater les sentiments d'amour patriotique que vous avez si souvent énergiquement exprimés. »

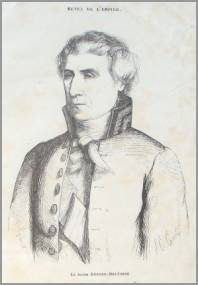
Henri Dupont-Delporte, gravure du XIXe siècle.

Après la seconde rentrée de Louis XVIII, il se démit de ses fonctions et se retira à son château d'Égligny (Seine-et-Marne) avec sa famille où il s’adonna aux travaux d’agriculture suivant la tradition familiale.

### Monarchie de Juillet
1830 arriva : les couleurs tricolores, auxquelles il avait voué le culte de toute sa vie, resplendirent de nouveau au soleil de juillet, et le roi Louis-Philippe Ier ayant fait appel à son patriotisme, il accepta la préfecture de la Seine-Inférieure, qu'il garda jusqu'au 27 février 1848.
Commandeur, puis grand officier de la Légion d'honneur, il avait été élevé, par Louis-Philippe Ier, à la dignité de pair de France, le 7 mars 1839. Le baron était également membre honoraire de la Société libre d'émulation du commerce et de l'industrie de la Seine-Inférieure, de  l'Académie de Rouen) et de l'Association normande.
Pendant sa longue administration, il fait d'immenses travaux et accomplit de grandes choses dans le département : la canalisation de la basse Seine est entreprise, les ports de mer agrandis, les églises et les monuments publics, Saint-Ouen, le palais de justice réparés ou terminés.
« On a dû » à ce magistrat :
- En 1831, époque de disette et de révolution, l'application d'un système pour la répression de la mendicité, lequel consistait à créer des ressources, dans chaque commune de la Seine-Inférieure, par la réparation générale des chemins vicinaux et d'autres travaux pour les indigents valides, des distributions pour les infirmes, des colonnes mobiles pour la répression des mendiants et des vagabonds ;
- Quelques années après, la création d'un vaste réseau de routes départementales qui liaient ensemble les routes royales, les villes, les chefs-lieux de canton, les villages où se tenaient des foires et de grands marchés ;
- La réforme complète des principales prisons ;
- La séparation des âges, selon la qualification des délits, celle des condamnés, l'introduction du travail ;
- La formation d'un Musée des Antiquités (1831), qui eut pour origine le produit des fouilles du théâtre romain de Lillebonne et les dons du public ;

L'augmentation des bibliothèques par un appel fait aux hommes de lettres, qui furent invités à leur offrir les livres qu'ils écrivaient ;
- Il établit le comité central de salubrité et des comités d'arrondissements, institution nécessaire dans un pays de fabrique.
- Il créa aussi une école d'agriculture et une autre « de chimie rurale ».
- Il organisa dans les ports et sur les bords de la Seine, un service pour le sauvetage « des noyés et des asphyxiés ».

C'est dans ses fonctions que, le 9 décembre 1840 au Val-de-la-Haye, il présida, sous les ordres du prince de Joinville, aux côtés du général Teste et de Henry Barbet maire de Rouen, aux solennités célébrées lors la translation de la dépouille de Napoléon Bonaparte, de retour de Sainte-Hélène, du navire la Normandie vers le vapeur la Dorade 3.

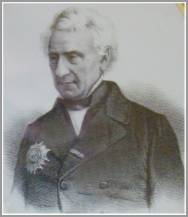
Henri Dupont-Delporte, lithographie du XIXe siècle.

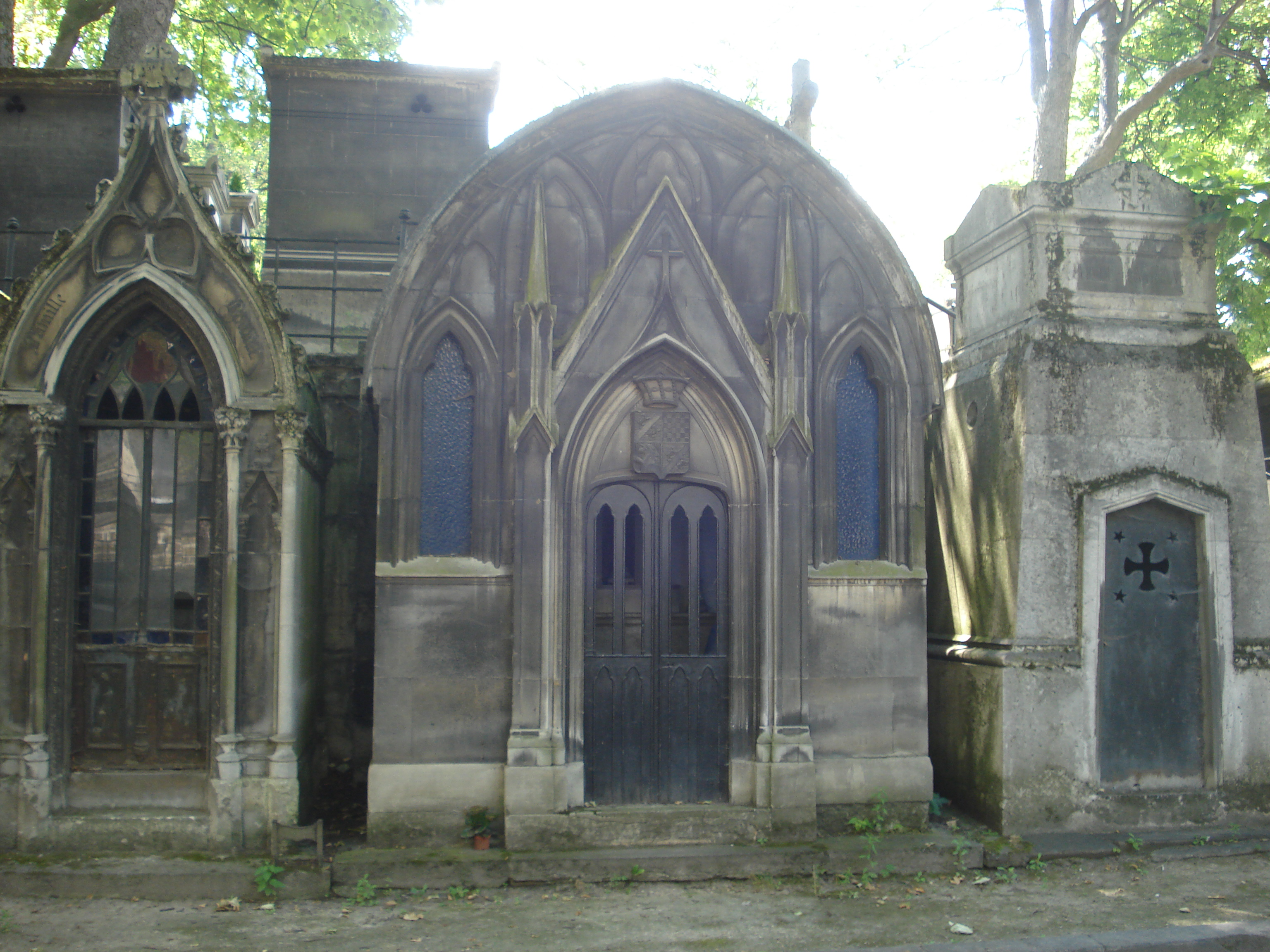
Sépulture du baron Henri Dupont-Delporte - Cimetière Montmartre.

En 1844, l'Association normande tenant à Neufchâtel-en-Bray son congrès agricole et industriel, le baron Dupont-Delporte vint le présider le jour de la distribution des primes et prit part à un banquet de 300 couverts qui eut lieu sur la place publique à l'issue de la séance.
En 1850, Dupont-Delporte fit partie, au titre de délégué de l'Association normande, du Congrès des délégués des Sociétés savantes, dirigé par l'Institut des provinces : il siégeait près de son ami le baron de Stassart, ancien président du sénat belge, lequel devait le suivre de bien près dans la tombe.
La Révolution française de 1848 mit fin à sa carrière politique. Lorsque cette Révolution éclata, entouré de sa famille, aimée et sympathique à la population, il reçut, en quittant Rouen, l'expression des regrets, des témoignages d'affection, de reconnaissance, et les adieux des notabilités, des fonctionnaires, des employés de son administration, voir de la ville entière.
Il est inhumé dans une chapelle de la 19e division du cimetière Montmartre, avenue Cordier.

## Fonctions
- Inspecteur général des vivres de la guerre (29 octobre 1807) ;
- Préfet de l'Ariège (appelé le 27 juillet, en poste en septembre 1808 - 1810)
- Préfet du Taro (septembre 1810 - 1814) ;
- Secrétaire général du ministère de l'Intérieur (Cent-Jours) ;
- Préfet du Nord (12 mai 1815 (Cent-Jours)) ;
- Préfet de la Seine-Inférieure (17 novembre 1830 - 27 février 1848)
- Membre de la Chambre des pairs (7 mars 1839 - 1848)
- Au Conseil d'État :
  - Auditeur de 3e classe près le ministre de la Justice (11 mars 1806) ;
  - Auditeur près la section de législation (1806-1808) ;
  - Rattaché à la commission du contentieux (1807) ;
  - En service extraordinaire (1808-1814) ;
  - Auditeur de 2de classe (1812) ;
  - Maître des requêtes en service extraordinaire (23 mars 1814) ;
  - Conseiller d'État (1831-1848).

## Titres
- 1er Baron Dupont-Delporte et de l'Empire (décret du 3 décembre 1809, lettres patentes du 9 mars 1810)

## Distinctions
- Légion d'honneur :
  - « Légionnaire » (20 juin 1811), puis,
  - Officier (30 avril 1831), puis,
  - Commandeur (30 avril 1836), puis,
  - Grand officier de la Légion d'honneur (27 avril 1849).

## Armoiries
| Figure | Blasonnement |
|        | Armes du baron Dupont-Delporte et de l'Empire (décret du 3 décembre 1809, lettres patentes du 9 mars 1810) Écartelé : aux 1 et 4, d'azur, à la barre d'argent, acc. de deux léopards lionnés contournés d'or ; au 2, des barons tirés du Conseil d'État brochant ; au 3, de gueules, à une licorne naissante d'argent. |
|        | Armes du baron Dupont-Delporte, pair de France (7 mars 1839) Écartelé: aux 1 et 4, d'azur, à la barre d'argent, acc. de deux léopards lionnés contournés d'or ; aux 2 et 3, de gueules, à une licorne naissante d'argent.,                                                                                             |

## Union et postérité
Henri-Jean-Pierre-Antoine était le fils aîné de Pierre Benoît Dupont (né vers 1752), négociant à Boulogne, et de Jeanne Delporte. Il avait un frère cadet, Benoît Casimir Eusèbe Dupont de Caperoy (né en 1786), auditeur au Conseil d'État, préfet des Hautes-Pyrénées pendant les Cent-Jours.
Le baron Dupont-Delporte épousa, le 26 juin 1808, Jeanne Alix Bernarde Sirugue« -Maret » (°1785 - Vitteaux (province de Bourgogne) ✝ 20 février 1877 - Paris). Celle-ci était la fille de Marc-Antoine Sirugue, dit Sirugue-Maret, (17 mai 1754 - Vitteaux ✝ 26 avril 1842 - Rouen), Docteur en médecine, maire de Vitteaux (1783-1791), député à la Convention nationale (1795), colonel de gendarmerie, député de la Côte-d'Or au Corps législatif (1808-1814), chevalier Sirugue et de l'Empire (1808), 1er baron Sirugue et de l'Empire (1814) et Anne Maret (1757-1828), sœur du duc de Bassano et du comte Maret). Napoléon en personne signe à leur contrat de mariage.
Ensemble, ils eurent :
- Hugues Camille Henri Napoléon (°29 juillet 1811 - Parme (département du Taro) ✝ 28 juillet 1887 - Grenoble), 2e baron Dupont-Delporte, commandant au 7e régiment de hussards, chevalier de la Légion d'honneur (14 décembre 1871[11]), marié avec Marie de Skripitzine (°janvier 1813 - Saint-Pétersbourg ✝ 20 juillet 1887 - Gières), dont :
  - Théodore Hugues Henri (°4 mai 1846 - Paris ✝ 12 novembre 1918 - Grenoble), 3e baron Dupont-Delporte, centralien (promotion 1869), ingénieur des Arts et Manufactures (Paris), capitaine au 27e régiment de marche (campagne de 1870-1871, armée de la Loire), ingénieur en chef « de la voie » à la Compagnie des chemins de fer de Paris à Lyon et à la Méditerranée, chevalier de la Légion d'honneur (31 décembre 1907[12]), marié le 10 juillet 1873 à Grenoble, avec Marguerite Mathilde Robert (1854-1921), fille d'un officier, maire d'Hauterives. Ils eurent au moins :
    - une fille ;
    - un fils ;
    - Pierre-Eugène (1878-1942), 4e baron Dupont-Delporte, chef de bataillon (1926), officier de la Légion d'honneur, Croix de Guerre (1914-1918), marié avec Gabrielle (1884-1973), fille de Marie Gabriel Alphonse Ludovic Putecotte de Renéville (née en 1857) :
      - Leur descendance compte parmi les familles subsistantes de la noblesse d'Empire ;

  - Henri Eugène Napoléon (°3 juillet 1849 - Gières ✝ 1907), hussard au 12e (1869), saint-cyrien (1872), capitaine au 22e régiment de dragons (14 juillet 1887), chevalier de la Légion d'honneur (28 décembre 1889[13]),
- Henri ( ✝ tué en juin 1848 en attaquant une barricade) ;
- Pierre Napoléon[14] (°14 août 1821 - Paris VIIIe ✝ 17 mars 1872 - Avignon), député du Pas-de-Calais (1849-1851), marié le 6 février 1850 (à Paris Xe), avec Camille Perrin-Solliers ( ✝ 26 octobre 1903), dont :
  - Jeanne Marie, mariée, le 14 avril 1875 (Paris VIIIe), avec Henri Camille Coste de Champéron (°15 décembre 1850 ✝ 1915), capitaine de cavalerie territoriale, dont postérité ;
- Claire ( ✝ 1881), mariée le 3 novembre 1843 avec Emmanuel Gabriel Bigot de La Robillardière (°28 août 1811 - Brest ✝12 mai 1879 - Le Havre), capitaine de frégate[15], dont une fille.